# Wunderbares Leben
Wunderbares Leben ist ein US-amerikanischer Stummfilm, der am 2. Februar 1914 Premiere feierte. Der Originaltitel lautet Making a Living, aber er erschien auch unter Doing His Best, A Busted Johnny oder Take My Picture in den Kinos. Es handelt sich um Charles Chaplins Filmdebüt, in dem er mit großem Schnurrbart, Spazierstock und Zylinderhut zu sehen ist. Die Rolle des Tramps wird erst im Folgefilm Seifenkistenrennen in Venice geschaffen.

## Handlung
Der Schwindler Chaplin versucht, von einem Passanten, gespielt von Regisseur Henry Lehrman, Geld zu ergaunern. Wenig später hält Chaplin um die Hand einer jungen Dame an. Dabei wird er von Lehrman überrascht und es kommt zu einer Schlägerei, aus der Chaplin als Sieger hervorgeht.
Als Chaplin sich um die Stelle eines Zeitungsreporters bewirbt, begegnet er erneut seinem Gegner, der für die Redaktion als Reporter tätig ist. Lehrmann filmt zwar einen spektakulären Autounfall, aber Chaplin stiehlt ihm die Kamera. Das Fotomaterial macht ihn zum Starreporter, aber bald kommt es zu einer wilden Schlägerei zwischen Chaplin und Lehrman.